# Loonbeslag
Bij loonbeslag wordt door een schuldeiser beslag gelegd op het salaris van de schuldenaar of diens uitkering. Loonbeslag wordt meestal uitgevoerd als de schuldenaar niet langer zijn financiële verplichtingen kan of weigert te voldoen. Het grote voordeel voor de deurwaarder en schuldeisers is dat de schuldenaar niet meer de kans krijgt zijn inkomsten te verbergen of uit te geven. Hiermee is loonbeslag een effectief inningsmiddel.
Het loonbeslag wordt door een gerechtsdeurwaarder, in opdracht van de schuldeiser, uitgevoerd. De deurwaarder komt bij de werkgever of uitkerende instantie langs om een executoriaal- of conservatoir beslag te leggen. Bij een executoriaal beslag ligt er al een vonnis van de rechter. Dit vonnis kan dan direct ten uitvoer worden gebracht. Het conservatoir beslag is een bewarende maatregel, in afwachting van een vonnis van de rechter. Dit houdt in dat de schuldeiser verzekerd is van betaling wanneer hij, na toestemming van de rechter, overgaat tot invordering. 

## Wat valt onder het loonbeslag?
De hoogte van het loonbeslag is per geval verschillend. Wettelijk is vastgesteld dat voor iedereen een beslagvrije voet geldt. Deze beslagvrije voet wordt gezien als het minimuminkomen waar de schuldenaar alle vaste lasten, zoals huur, levensonderhoud, ziektekostenverzekering, van moet betalen. Op dit bedrag kan geen beslag worden gelegd. De hoogte van de beslagvrije voet is onder meer afhankelijk van de burgerlijke status (getrouwd, vrijgezel, alleenstaand met kinderen) en het eventuele inkomen van de partner. Naast het reguliere maandsalaris vallen ook het vakantiegeld, bonussen en een dertiende maand onder het loonbeslag. Eventuele onkostenvergoedingen vallen hier niet onder. Ook heeft niet iedereen recht op een beslagvrije voet. Dit hangt onder meer af van de leefsituatie en het verleden van een schuldenaar; in bepaalde gevallen en alle rechtsgebieden - ook wanneer de opdrachtgever dit wenst - kan de beslagvrije voet op nihil worden gezet. Ook wanneer een debiteur een justitieel verleden heeft, heeft hij in beginsel geen recht op een beslagvrije voet.

## Rechten en plichten
Een werkgever of uitkerende instantie heeft de plicht het loonbeslag uit te voeren. Naast het beslagexploot ontvangt deze van de deurwaarder een uitgebreide vragenlijst betreffende het inkomen van de schuldenaar. De werkgever of uitkerende instantie is verplicht deze vragenlijst binnen vier weken te beantwoorden, te ondertekenen en te retourneren. Doet deze dit niet binnen de gestelde termijn dan loopt deze het risico zelf te worden gedagvaard. In dat geval kan de werkgever of uitkerende instantie zelfs aansprakelijk worden gesteld voor de gehele vordering. 
De werkgever of uitkerende instantie is verplicht het loon, wat onder het beslag valt, van het salaris in te houden. Dit wordt dan periodiek naar de rekening van de deurwaarder overgemaakt. Indien de werkgever of uitkerende instantie weigert het loonbeslag na te leven, en het loon toch maandelijks aan de schuldenaar uitkeert, dan pleegt deze een onrechtmatige daad. Ook dan kan deze door de schuldeiser aansprakelijk worden gesteld voor de gehele vordering op de schuldenaar.

## Gevolgen voor de schuldenaar
Een loonbeslag heeft in sommige gevallen ernstige gevolgen voor de schuldenaar. Doordat deze een deel van zijn inkomen mist, ontstaan er in sommige gevallen nieuwe schulden. Een loonbeslag is hierdoor niet altijd het middel om de schuldenaar van zijn schulden te verlossen. 
Het kan ook invloed hebben op de relatie van de schuldenaar met zijn werkgever. Hoewel de financiële situatie van de werknemer geen reden is voor ontslag, gaat er wel degelijk een stigmatiserende werking van uit. De werkgever kan, met name als de schuldenaar fraudegevoelig werk verricht, besluiten hem (tijdelijk) op een lager of minder "gevoelig" niveau te plaatsen. Het besef bij de schuldenaar dat alles dat hij boven de beslagvrije voet verdient beslagen wordt, kan ertoe leiden dat hij iedere motivatie verliest om nog zijn best te doen op zijn werk. Voor de werkgever zal dit weer, wanneer dit ernstige vormen aanneemt, een reden zijn om de schuldenaar te ontslaan of zijn contract niet te verlengen.
Ook nemen schuldenaren ontslag bij hun werkgever en gaan elders werken. Op die manier trachten de schuldenaren het loonbeslag te ontlopen. Echter deze handelingen hebben in de meeste gevallen geen nut, want zodra de deurwaarder op de hoogte is van een wisseling van werkgever, zal deze onherroepelijk loonbeslag laten leggen bij de nieuwe werkgever of in geval van het verkrijgen van een uitkering bij de uitkerende instantie.